# Gryllus kapushi
Gryllus kapushi är en insektsart som beskrevs av Otte, D. 1987. Gryllus kapushi ingår i släktet Gryllus och familjen syrsor. Inga underarter finns listade i Catalogue of Life.